# Bridget Everett
Bridget Everett, född 21 april 1972 i Manhattan, Kansas, är en amerikansk skådespelare.
Everett har bland annat medverkat i TV-serierna Somebody Somewhere, Unbeliveable och Carol & The End of the World.

## Filmografi (i urval)
- 2019 – Unbelievable (miniserie) (TV-serie)
- 2022 – Somebody Somewhere (TV-serie)
- 2023 – Carol & The End of the World (TV-serie)